# Gianni Maierna
Gianni Maierna (Intra, 29 giugno 1925 – Verbania, 8 ottobre 2017) è stato un partigiano italiano dei Gruppi di Azione Patriottica.
Nel dopoguerra dedicò la sua vita a conservare i valori della Resistenza. 
Ex studente dell'istituto Cobianchi e giovane operaio (disegnatore meccanico), all'indomani dell'occupazione nazista, fondò una squadra di gappisti con alcuni suoi compagni. Svolse la maggior parte della sua attività di partigiano a Intra. Dopo la guerra fu assunto alla Rhodiatoce, quindi aprì un'officina di autoriparazioni. A partire dagli anni '70 del Novecento ricoprì la carica di consigliere comunale e provinciale per il PCI. Fu Presidente dell'ANPI di Verbania per più di dieci anni. Fu un grande sostenitore della costruzione della Casa della Resistenza e poi animatore delle attività della Casa stessa.

## Biografia
Nato nel 1925 e cresciuto a Intra, vi ha svolto la maggior parte della sua attività di partigiano gappista. Subito dopo l’8 settembre 1943 costituì il G.A.P. di Intra con Arialdo Catenazzi, Franco Carmine e Gastone Lubatti, suoi compagni all'istituto "Cobianchi" di Intra. Fu riconosciuto partigiano combattente con 18 mesi di anzianità. Nel 1948 diventò guardia del corpo di Palmiro Togliatti; infatti Togliatti, dopo l'attentato subito il 14 luglio del 1948 a Roma,  trascorse la sua convalescenza nell'Alto Novarese.  Per motivi politici Maierna subì discriminazioni sul posto di lavoro. Negli anni delle lotte operaie del dopoguerra lavorò alla Rhodiatoce di Verbania. Negli anni '70 del Novecento partecipò alle lotte operaie per la conquista di condizioni salariali migliori; fu individuato come elemento trascinatore e fu obbligato a trasferirsi a Milano, dove gli fu assegnato un ufficio, ma senza mansioni specifiche: era praticamente senza lavoro. Allora rassegnò le dimissioni. In seguito avviò una piccola officina di autoriparazioni e poi una stazione di servizio per auto. Alla passione per il disegno e la meccanica alternò l'impegno nelle associazioni partigiane e nell'amministrazione pubblica. Militante del PCI, è stato sempre presente nella vita politica verbanese. Negli anni '70 è stato consigliere comunale e poi assessore. Ritornò a Palazzo Flaim dal 1980 al 1995 sempre nelle file comuniste. Dopo lo scioglimento del PCI è stato consigliere di Rifondazione Comunista dal 1995 al 1999. Come militante e dirigente Anpi è stato uno strenuo sostenitore della necessità di erigere la Casa della Resistenza e ha dato un contributo fondamentale per la realizzazione dell'opera che dal 1996 accoglie i visitatori dell'Area Monumentale sorta sul luogo dell'eccidio di Fondotoce. Fu presidente dell’ANPI Verbania dal 1994 al 2004. Dal 2004 fu presidente onorario della sezione Augusta Pavesi. Nel libro “14 giorni d’agosto” ha raccontato la sua esperienza nelle file partigiane e l’arresto suo e di suo padre per sospetto antifascismo. È stato un uomo coraggioso, riservato, attento ai bisogni degli ultimi, rispettoso delle idee altrui. È morto a 92 anni, dopo una lunga malattia.

## La lotta partigiana
Durante la Seconda guerra mondiale fu un partigiano gappista con alcuni ex suoi compagni dell'istituto "Cobianchi". Tutti gli episodi importanti che lo riguardano sono avvenuti nel 1944. Innanzitutto i fascisti lo cercarono a casa per farlo arruolare, ma c'era un errore nelle loro liste: loro cercavano infatti un "Egidio Mainardi" e non "Maierna"; per questo motivo poté continuare il suo impegno gappista. In collegamento con il C.L.N. di Verbania e con le brigate "Cesare Battisti" e "Valgrande Martiri": Il GAP forniva armi, viveri e indumenti alle due Formazioni e svolgeva intensa attività di propaganda antifascista. Sono due gli episodi che Maierna ha sempre raccontato. Uno è quello dei pestaggi del padre da parte dei fascisti.  Quando il padre, proveniente da famiglia antifascista, fu arrestato, Gianni fu costretto ad assistere ridendo alleviolenze cui il padre era sottoposto durante l'interrogatorio. Un secondo punto ricorrente nelle sue testimonianze, sono le parole con le quali il prevosto Don Bozzini, (sacerdote che si prodigava per l'assistenza ai patrioti, e che aveva addirittura offerto la propria vita in cambio di quella di un partigiano ferito che i fascisti avevano prelevato dall'ospedale e fucilato sul lungolago ) cercò di far desistere il giovane Gianni dai suoi propositi di vendetta "Vedi, Gianni, questa tragica situazione può far perdere il senso della giustizia. Ti prego, cerca di desistere dal desideri di vendetta. Non potrai mai dimenticare ciò che è successo, ma evita di trasformarti come loro. [...]. C'è da sperare che questa guerra termini al più presto tanto è il danno che subiscono le menti dei giovani". 

## L'impegno nella politica locale

Maierna Consigliere provinciale nel 1975

Aderì al PCI sin dal 1945, e costante fu il suo impegno benché abbia rifiutato ruoli di dirigente. Entrò in Consiglio comunale con le elezioni del 1970. Nel 1972, diventò assessore nella giunta PSI- PCI guidata del sindaco comunista Pietro Mazzola; nel 1974 continuò a ricoprire l’incarico con il sindaco socialista Imperiale, che portò a termine il mandato alternandosi con Mazzola in base ad un accordo tra i partiti di maggioranza.
Maierna rivestì la carica innovativa di assessore alla Partecipazione e al Decentramento; in tal ruolo accompagnò la nascita dei Consigli di quartiere le cui proposte vennero, seppur parzialmente, recepite nei programmi del Comune. Maierna vedeva nella partecipazione dei cittadini alla vita pubblica la realizzazione della democrazia partecipata, cioè di una democrazia non solo formale ma viva, proprio come aveva desiderato sin dai tempi della Resistenza. Contribuì in particolare alla realizzazione del Parco Robinson per il Comitato di quartiere di Intra Alta; di lui viene ricordato come incoraggiasse i giovani che si interessavano alla vita cittadina, parlando con loro, ascoltandoli con il sorriso, fornendo un esempio grande e bello di ciò che debba essere la politica.
Maierna fu rieletto Consigliere nel 1975 con Imperiale
Rinunciò tuttavia all’incarico in Comune per assumere il ruolo di consigliere provinciale (provincia di Novara).
Nel 1976 Maierna fu candidato alle politiche per il PCI, ma non venne eletto.
Ancora candidato, viene rieletto consigliere comunale nella legislatura 1980/85
Non accettò il cambiamento del PCI in PDS e aderì a Rifondazione comunista.
In una intervista rilasciata a Libera nel 2012 per commemorare la festa della Liberazione egli pronunciò le seguenti parole, che sintetizzano il senso del suo impegno, partigiano e politico, e il suo insegnamento per le generazioni future: "L’attenzione vorrei darla a ciò che accade nel Paese, sempre, non lasciar fare; bisogna intervenire, fermare, far capire agli altri che ci siamo anche noi. Quel che manca purtroppo è una reazione nostra."

## Maierna disegnatore satirico
Fin da giovane Maierna manifestò un talento speciale nel disegno tecnico, ma anche nella produzione di cartelloni e murales. All’inizio dell’anno scolastico del 1943 Maierna e altri due, di notte,  violando il coprifuoco dipinsero sul muro di cinta del Cobianchi (ora sostituito dal cancello) le scritte “Abbasso il duce! Abbasso il re” e disegnarono falci e martello. Famoso fu anche suo murales all’istituto "Cobianchi" in cui si leggeva “Studenti non siate il fieno dell’asino di Predappio”
Maierna, pur essendosi dimesso da operaio ed essendo diventato imprenditore privato, preparava i cartelli da portare in corteo, esercitando la sua abilità di disegnatore e di acuta ironia. In particolare si ricorda un cartellone (portato nei cortei delle lotte operaie della Montefibre del 1969-1970) con un uomo in barca con issata una vela (trinchetto); era chiaro il riferimento al direttore dell’azienda che veniva paragonato al “Capitan Trinchetto”, il personaggio del Carosello televisivo che rappresentava un marinaio noto per le sue storie esagerate che una voce fuori campo ridimensionava con le parole “Cala, cala”.
A proposito di cartelli incriminati, nel periodo in cui Maierna fu consigliere comunale al suo primo mandato (1970-75), il sindaco Mazzola fu processato, e infine assolto per avere offeso la magistratura nel settembre del 1970, nel corso di un’agitazione dei dipendenti della Rhodiatoce, durata oltre un mese, a sostegno di tre operai arrestati per blocco stradale, ferroviario e dei servizi lacustri; nei pressi del tribunale di Verbania era stata allestita una tenda dove si raccoglievano firme per la petizione di scarcerazione; fuori dalla tenda qualcuno aveva appoggiato un cartello a forma di “freccia turistica” con la dicitura “Palazzaccio dell’ingiustizia del XX secolo. Stile barbarico. 2000 km circa”. Il sindaco si difese affermando di non essersi accorto della presenza di quel cartello irriverente e l’autore del cartello non fu mai individuato.
Maierna partecipò spesso al concorso di vignette satiriche “Ridere sotto il tasso”, ideato dal parroco di Cavandone (frazione del Comune di Verbania) per vivacizzare la festa patronale della Madonna del Rosario e diventato un appuntamento fisso della vita culturale verbanese; Maierna si classificò tra i primi tre vignettisti non professionisti, premiati con marenghini d’oro, nelle edizioni degli anni 1990, 1991 e 1994, dedicate rispettivamente ai mondiali di calcio 1990, ad Andreotti e a Colombo.
Da ricordare infine che Maierna disegnò per la Casa della Resistenza una grandissima cartina topografica dove erano segnati i luoghi degli eccidi in cui erano caduti i partigiani del Verbano, del Cusio e dell’Ossola.

## La Memoria e la Casa della Resistenza

### L’opera di Maierna come militante e Dirigente dell’ANPI
Militante sin dal 1945, Giovanni Maierna è stato Presidente dell’ANPI di Verbania dal 1994 al 2004.
Come militante e dirigente ha svolto un ruolo fondamentale nelle seguenti iniziative:
- Realizzazione della Casa della Resistenza
- Costituzione dell’ “Associazione Casa della Resistenza”
- Invio di aiuti alle popolazioni della ex Jugoslavia durante e dopo la guerra civile, gemellaggio con la provincia di Fiume
- Memoria di Trarego
- Gestione della Casa della Resistenza e dell’Area monumentale

### Realizzazione della Casa della Resistenza e “Associazione Casa della Resistenza”
La costruzione della Casa della Resistenza ha rappresentato una tappa fondamentale del lungo e faticoso cammino di tutela e valorizzazione di uno dei luoghi della Memoria più cari alla Comunità del territorio provinciale e più significativi della lotta di Liberazione in Italia. La sua edificazione rappresentò un’affascinante avventura collettiva di scoperta e riscoperta del valore della Memoria, nella convinzione condivisa che il sito avrebbe disegnato una “geografia dei dolori e dei valori necessari alle nuove generazioni per riappropriarsi del comune passato e per favorirne la crescita come cittadini liberi e consapevoli.
Come militante e dirigente ANPI fu uno strenuo sostenitore della necessità di erigere la Casa della Resistenza e diede un contributo fondamentale per la realizzazione dell'opera che dal 1996 accoglie i visitatori dell'Area Monumentale sorta sul luogo dell'eccidio di Fondotoce.
Per comprendere il contributo di Maierna è necessario raccontare attraverso quali fasi venne realizzato questa importante opera. 
Nel 1964 Pertini inaugurò il Monumento ai Caduti dell’Eccidio di Fondotoce, realizzato per volontà di Iginio Fabbri e Giuseppe Togni
L’idea di fondare una Casa della Resistenza accanto all’Area Monumentale fu lanciata dal comandante Ciro durante il Convegno sulla Resistenza novarese del 1976 a Stresa;
La bozza del progetto fu approvata dal Comitato provinciale delle Associazione partigiane, e dai Raggruppamenti Unitari della Resistenza nel 1980: una struttura ricettiva polivalente con auditorium museo, biblioteca e spazi per mostre, progettata dall’architetto Mercandino, ex partigiano nel novarese. La proposta fu presentata all’Amministrazione provinciale di Novara, primo naturale interlocutore di un’opera di interesse storico e culturale per l’intera provincia.
Proprio nel periodo tra il 1975-80 Maierna fu Consigliere provinciale.
Nel 1983 il Comune di Verbania donò l’area alla Provincia di Novara. Nel 1991 con la “legge Beltrami” la Regione approvò il progetto e nel 1992 stanziò un finanziamento di 1 miliardo e 500 milioni di lire, demandandone l’attuazione alla provincia di Novara e la futura gestione al Comune di Verbania. Nel 1993 fu posta simbolicamente la prima pietra, ma i lavori furono appaltati, quindi iniziarono, solo nel 1995; a stadio avanzato dei lavori, il 3 febbraio 1996 l’ANPI, di cui Maierna era presidente in carica, chiese che si redigesse uno statuto giuridico a salvaguardia delle finalità civiche e pubbliche della Memoria e della Pace che ispirarono l’opera
Il 21 maggio 1997 fu pertanto costituita l'“Associazione Casa della Resistenza”, presieduta da Enrico Massara, per la gestione della Casa e dell’Area monumentale, con un affidamento da parte del Comune di Verbania per un periodo di 99 anni; Giovanni Maierna figura tra i consiglieri. Si chiese in tal occasione alla Provincia di risolvere il problema delle infiltrazioni d’acqua e di stanziare fondi per gli arredi.
Dal maggio del 1998 cominciarono le visite delle scolaresche e l’allestimento di mostre dedicate alla storia contemporanea e all’educazione ai valori della pace.
L’inaugurazione ufficiale avviene nel giugno 1999
Nel 2003, Maierna viene presentato dalla stampa locale come il Coordinatore della Casa della Resistenza.. Egli infatti profuse un impegno quotidiano nella realizzazione degli interni (verniciava, riparava) e nella promozione delle attività culturali dell’Associazione; svolgeva anche il ruolo di testimone e di guida agli studenti in visita.

### L’invio di aiuti alle popolazioni dell'ex Jugoslavia durante e dopo la guerra civile, gemellaggio con la provincia di Fiume

Maierna, Taddei e un giovane croato

Nel 1991 il Comune di Verbania e l’ANPI di Verbania, rappresentati rispettivamente dall’assessore Taddei e da Maierna, raccolsero aiuti per le comunità italiane della Croazia disagiate a causa dalla guerra civile: con 80 metri cubi di vestiti, medicinali alimenti. Nel novembre del 1991 una delegazione verbanese composta da Taddei, Maierna, Lo Duca della CGL e l’interprete Boris di Fiume partirono per Cirquenizza al seguito del grosso TIR sul quale erano stati caricati i pacchi. 
Nel 1993 lo scrittore italo-jugoslavo Giacomo Scotti partecipò alle celebrazioni per l’eccidio di Fondotoce ringraziando la generosità dei Verbanesi e proponendo un gemellaggio con la dalmata Cirquenizza
Nel 1996 il comitato per gli aiuti all'ex Jugoslavia riuscì a consegnare un secondo carico di 95 metri cubi aiuti destinati questa volta alla ricostruzione delle cittadine bosniache di Bosanska Krupa e Bihać distrutte dalla guerra: alimenti, materiali per l’igiene e per la scuola.
Il 20 settembre del 2005, a guerra finita, per iniziativa dell’Associazione ex combattenti e antifascisti della città di Fiume, guidata dal presidente Marko Pauković e dall’ex partigiano Mate Košić una delegazione dell’ANPI-VCO formata da Gianni Maierna e il presidente Franco Sgrena fu ricevuta nel Palazzo della Regione di Fiume dal Vice presidente della provincia di Fiume per avviare un gemellaggio tra Fiume e il Verbano Cusio Ossola in nome di un’Europa antifascista senza confini. Nel pomeriggio la delegazione fu ospite a Cirquenizza, festeggiata con un sontuoso banchetto. Il partigiano Mate era un amico di Maierna; aveva infatti compiuto almeno venti viaggi a Verbania per partecipare alle commemorazioni dell’eccidio di Fondotoce o del 25 aprile; da tale sodalizio era nata la solidarietà del Comitato.
Quando ricoprì la carica di Consigliere provinciale, nel 1975, Maierna promosse il ritrovo a Ghiffa, dopo trent'anni, degli ultimi superstiti della “Flaim”. 
Nel marzo 2003, fu pubblicato il saggio di documentazione “La strage di Trarego”, Tararà, Verbania di Michael Jakob, professore universitario a Grenoble e a Ginevra, con testimonianze dei sopravvissuti, Carlo Castiglioni, Nino Chiovini, della sorella di uno delle vittime e di Gianni Maierna, amico di una dei ragazzi uccisi.
Gianni Maierna e Arialdo Catenazzi stimolarono e guidarono amorevolmente gli studenti delle classi quarte dell’indirizzo Scienze Umane e sociali nell'anno scolastico 2002-2003, coadiuvati dagli insegnanti Cristina Bolelli, Guido Boschini, Gemma Lucchesi e Gianmaria Ottolini, realizzarono una ricerca sull'eccidio di Trarego, nata dall'intento di voler intitolare l’Auditorium al nome di studenti dell'Istituto (Gastone Lubatti e Luigi Velati) che decisero di impegnarsi per la libertà del loro Paese. Di Maierna viene riportata la testimonianza rilasciata a Trarego il 27 novembre 2002, in merito al funzionamento del GAP di Verbania (pp. 16-17), un ritratto (p. 26) di Ubaldo Cavallasca (il cui nome di battaglia era "Cucciolo"; in sua memoria nacque la formazione partigiana “Volante Cucciolo”), gli episodi di antifascismo nel Cobianchi (p. 37).
La ricerca "Memoria di Trarego" vinse nel 2004 la prima edizione del premio dell'ANCI sulla storia locale e venne ripubblicata nel 2007 in edizione ampliata dall'editore Tararà. Partendo da quest’ultimo testo, il regista Lorenzo Camocardi ha realizzato, con una classe di studenti dello stesso Istituto(5A Scienze umane e sociali 2006-07), il film “Trarego memoria ritrovata”, prodotto dalla Casa della Resistenza, proiettato in prima visione domenica 4 marzo 2007 nel salone multiuso di Trarego. Si tratta di un docu-film con interviste a testimoni ed esperti e con ricostruzioni d'epoca nei luoghi stessi degli eventi dell'eccidio di Trarego. Nei contributi speciali si trovano le testimonianze di Mario Borsetta, Fortunato Pedroni, Arialdo Catenazzi, Gianni Maierna.
Nel 2003 il Cobianchi adottò a Trarego il Parco della Memoria di Promè. Nel novembre 2002, ascoltando in silenzio, la tragica testimonianza di Maierna, gli alunni si erano chiesti che cosa sarebbe accaduto quando gli ultimi partigiani non ci sarebbero stati più. Gianni Maierna aveva proposto ai ragazzi di adottare il monumento e di essere quindi loro i continuatori della memoria. L’idea fu accolta con entusiasmo e il 6 giugno del 2003, durante la cerimonia di intitolazione dell'auditorium dell’Istituto  "Cobianchi"  ai due studenti partigiani caduti a Trarego, Lubatti e Velati, fu assunto l’impegno di stipulare una convenzione per l’adozione del monumento di Promé; con essa, ogni anno, gli studenti delle ultime classi avrebbero passato il testimone ai loro compagni delle classi precedenti. L’atto ufficiale fu stipulato il 21 febbraio, quando il Sindaco di Trarego, il Preside del Cobianchi e il Presidente della Casa della Resistenza apposero la loro firma su questo semplice ma solenne documento: l’adozione di un monumento da parte di alcuni giovani studenti che si impegnavano così ad averne cura e, ripetendo ogni anno questa ideale staffetta, a tramandare la memoria di chi ha sacrificato la propria giovane esistenza per la libertà.

### Il valore della Resistenza
Sul retro della copertina del libro "14 Giorni di agosto. Verbania 1944", Gianni Maierna spiegò il significato e il valore di impegno civico democratico che egli attribuiva alla Resistenza.
"La Resistenza non appartiene solo a chi ha combattuto, ma a tutti coloro che vi presero parte, con le armi o senza, dando il proprio impegno e sostegno.
La Resistenza appartiene a coloro che respinsero l'ultimatum nazifascista e furono deportati.
La Resistenza appartiene a coloro che, interpretandone lo spirito rinnovatore, si prodigarono per il rafforzamento della democrazia, per i diritti civili, per la pace e per la giustizia.
La Resistenza è difendere e migliorare le conquiste sociali frutto delle lotte e dei sacrifici di coloro che, interpretando i dettami della Costituzione, che dalla Resistenza è nata, operarono per attuarla.
Linfa indispensabile della Resistenza è il costante coinvolgimento delle nuove generazioni che si ritrovano nei suoi valori, attivandosi per svilupparli e farli progredire in armonia con la società.
È per tutto ciò che la Resistenza continua."

### Valorizzazione delle donne
“La Resistenza ha potuto durare e vincere grazie all'aiuto e alla collaborazione delle donne” dichiarava Maierna nelle più svariate occasioni. Egli si riferiva non solo a Teresa Binda e Maria Peron, ma anche a quell'enorme numero di donne (mogli, sorelle, figlie, vicine, amiche..) che fornirono cibo, messaggi, farmaci, vestiario, rischiando la vita e rientrando nell'anonimato a guerra finita, in pace con la propria coscienza. Tra le tante ricordiamo Jolanda Pagetti, madre di Ubaldo Cavallasca, classe 1925, cui Gianni dedicò un articolo su "Resistenza Unita".  Nell'articolo, Gianni ricorda il momento in cui comunicò a Jolanda la morte del figlio "Cucciolo" (Ubaldo Cavallasca), caduto durante il rastrellamento in Val Grande. La mamma, nonostante il dolore, accettò di consegnare la carta d'identità del figlio per permettere che un altro giovane partigiano potesse circolare liberamente con i documenti falsi. Maierna conclude: "Poche mamme partigiane sono rimaste, ad una ad una in silenzio ci hanno lasciati; mai dimenticheremo il loro sguardi tristi ed adombrati per la realtà del dopoguerra; a loro i Governi hanno dato pensioni da fame mentre le speranze di rinnovamento che erano la preponderante spinta alla loro lotta contro il nazifascismo in parte sono andate deluse. Pure noi, compagni di lotta dei Caduti, non sempre abbiamo compreso il loro tacito dolore."